# 森健彦
森 健彦（もり たけひこ、1957年 - ）は、日本の物理化学者。専門は有機伝導体、有機トランジスタ。東京工業大学（現・東京科学大学）名誉教授。理学博士。

## 略歴
1957年に名古屋で生まれる。1980年に東京大学理学部化学科を卒業し、1982年に同大学大学院理学系研究科修士課程を修了した。1985年には同大学大学院より理学博士号を取得した。
1984年に愛知県岡崎市に所在する国立共同研究機構分子科学研究所の助手に着任した。
1994年に東京工業大学工学部有機材料工学科助教授、2006年に同大学大学院理工学研究科有機・高分子物質専攻教授を経て、2023年3月に定年退職した。
現在は東京工業大学（現・東京科学大学）名誉教授である。

## 研究
当初から有機伝導体・有機超伝導体に関する研究に従事し、1984年には有機伝導体・分子性固体用のエネルギーバンド計算プログラムを開発した。1998年から1999年にかけて、BEDT-TTF塩の構造的特徴を総括した三部作の総説論文を発表した。
東京工業大学在職中に、有機エレクトロニクス分野にも研究領域を拡大し、有機トランジスタ材料の開発にも取り組んだ。

## 人物
- 趣味はクラシック音楽[2]。
- 妻の森初果も化学者である。

## 受賞歴
- 1992年（平成4年）第41回日本化学会進歩賞 - 有機超伝導体の開発とその理論的研究[9]
- 2002年（平成14年）日本化学会BCSJ賞
- 2015年（平成27年）第32回日本化学会学術賞 - 有機伝導体の電子状態の系統性の研究とその特異な物性の開拓[9]
- 2018年（平成30年）第9回分子科学会賞 - 有機伝導体・トランジスタ材料の開発とその電子状態[10]

## 著作
- 『光・電子機能材料ハンドブック』堀江一之・谷口彬雄編（共著）、朝倉書店、1995年、ISBN 9784254252361。
- 『材料科学への招待』入戸野修編（共著）、培風館、1997年、ISBN 9784563045609。
- 『物理化学演習』（関一彦との共著）、岩波書店、2000年、ISBN 9784000067119。
- 『有機トランジスタ材料の評価と応用 II 《普及版》』長谷川達生と監修、シーエムシー出版、2013年、ISBN 9784781307435。
- 『分子エレクトロニクスの基礎―有機伝導体の電子論から応用まで』、化学同人、2013年、ISBN 9784759814149。
- Electronic Properties of Organic Conductors, Springer (2016) ISBN 9784431552635.